# Nicanor Perlas

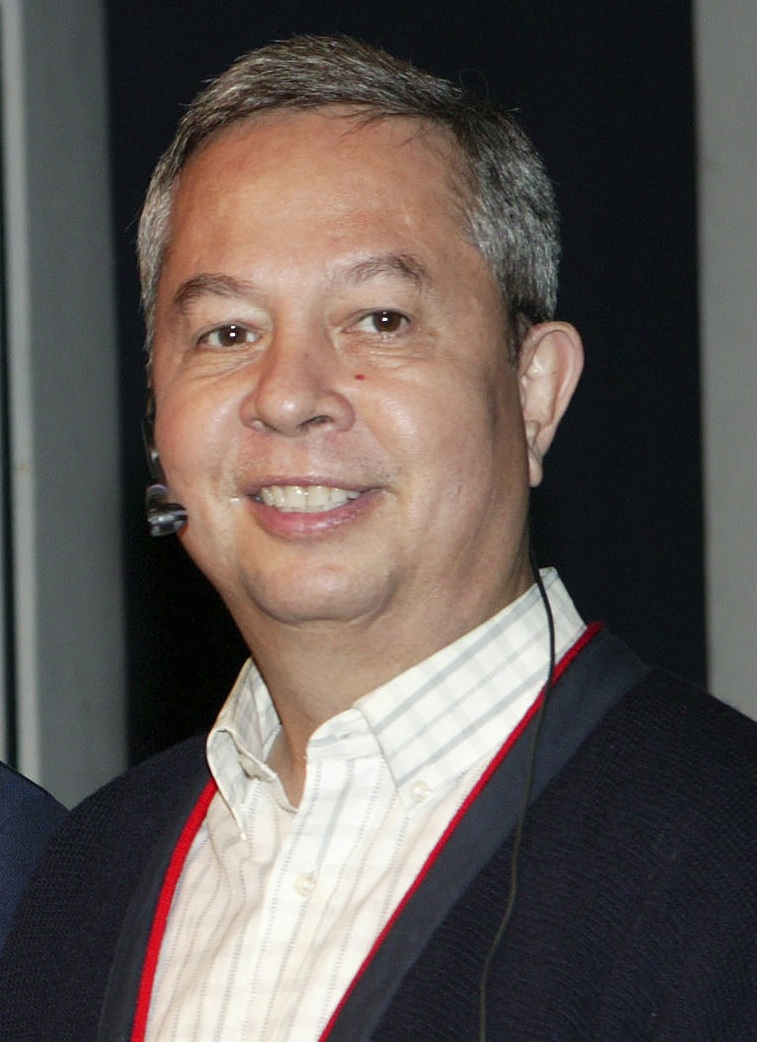
Nicanor Perlas

Nicanor "Nicky" Perlas III (Manilla, 10 januari 1950 – 14 augustus 2025) was een Filipijnse activist en politicus. Perlas won in 2003 samen met Walden Bello de Right Livelihood Award, ook wel de "alternatieve nobelprijs" genoemd, en stelde zich op 29 november 2009 kandidaat voor de presidentsverkiezingen van 2010. In eerste instantie werd Perlas niet opgenomen op de voorlopige lijst van goedgekeurde presidentskandidaten. Op 14 januari maakte de kiescommissie COMELEC echter bekend dat deze beslissing was teruggedraaid.

## Biografie
Perlas behaalde in 1972 zijn Bachelor of Science-diploma landbouw aan de Xavier University in Cagayan de Oro. Aansluitend begon hij aan een Masters-opleiding Botanie aan de University of the Philippines, die hij in 1978 moest afbreken, omdat hij de Filipijnen moest verlaten vanwege zijn betrokkenheid bij de protesten tegen de bouw van de Kerncentrale in Bataan. Na de val van president Ferdinand Marcos keerde hij terug in de Filipijnen en richtte daar het Center for Alternative Initiatives (CADI) op. Ook adviseerde hij de regering van president Corazon Aquino over de kerncentrale in Bataan, die uiteindelijk nooit in gebruik zou worden genomen.
Perlas overleed op 14 augustus 2025 op 75-jarige leeftijd.